# Naissance en 1984
Naissance
- 1980
- 1981
- 1982
- 1983
- 1984
- 1985
- 1986
- 1987
- 1988

Les naissances en 1984 concernent les personnalités nées entre le 1er janvier et le 31 décembre 1984.

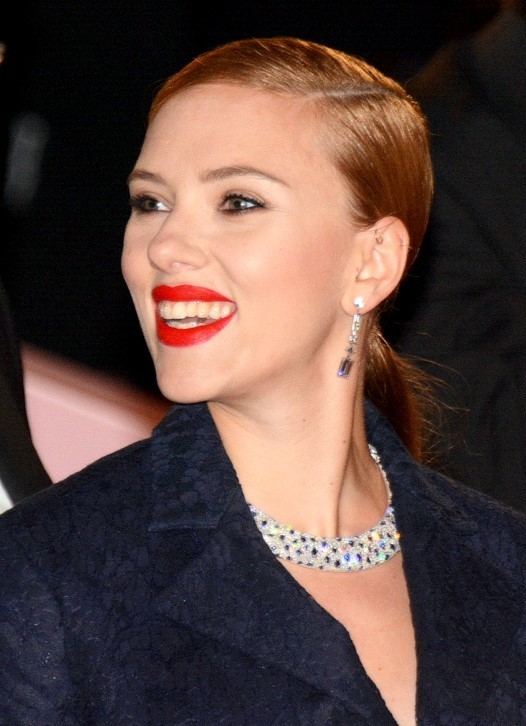
Scarlett Johansson en 2014

## Janvier
- 1er janvier : 
  - Mahamat Idriss Déby, militaire et homme d'État tchadien et président de la République du Tchad depuis 2021.
  - Hesham Mansour, écrivain, journaliste et animateur de télévision égyptien.
- 3 janvier : Maximilian Mechler, sauteur à ski allemand.
- 4 janvier : Lauritta Onye, athlète handisport nigériane.
- 6 janvier :
  - Patrícia Kimberly, actrice pornographique brésilienne.
  - Kate McKinnon, actrice américaine.
  - Eric Trump, homme d'affaires américain.
- 10 janvier
  - Marouane Chamakh, footballeur marocain.
  - Janet Mbugua, actrice kényane.
- 14 janvier : Alexis Righetti, vidéaste français, sportif pratiquant le VTT freeride, écrivain et créateur de jeux de société.
- 17 janvier : Calvin Harris,  disc jockey, chanteur et producteur de musique électronique britannique.
- 18 janvier : Cho Seung-hui, tueur coréen de la fusillade de l'université Virginia Tech († 16 avril 2007).
- 20 janvier : Daniel Roesner, acteur allemand.
- 24 janvier : Émerse Faé, footballeur et entraîneur International franco-ivoirien.
- 25 janvier : 
  - Robinho, footballeur brésilien.
  - Jay Briscoe, catcheur américain († 17 janvier 2023).

## Février
- 1er février : Lee Thompson Young, acteur, réalisateur et scénariste américain († 19 août 2013).
- 5 février : Mister You, rappeur français.
- 10 février : 
  - Brent Everett, acteur et producteur pornographique canadien.
  - Kim Hyo-jin, actrice et mannequin sud-coréenne.
- 11 février : Jean-Louis Lacaille, patineur artistique français.
- 12 février : 
  - Alexandra Dahlström, actrice suédoise.
  - Caterine Ibargüen, athlète colombienne.
- 14 février : Richard Ochoa, coureur cycliste vénézuélien († 19 juillet 2015).
- 16 février : Oussama Mellouli, nageur tunisien.
- 18 février : Laurent Vidal, triathlète français († 10 novembre 2015).
- 20 février : Trevor Noah, acteur et humoriste sud-africain.
- 21 février : 
  - Andreas Seppi, joueur de tennis italien.
  - Michelle Suárez Bértora, femme politique, militante LGBT et avocate uruguayenne († 22 avril 2022).
- 22 février : Branislav Ivanović, footballeur serbe.
- 25 février : 
  - Xing Huina, athlète chinoise.
  - Lovefoxxx, chanteuse brésilienne, leader du groupe Cansei de Ser Sexy.
- 26 février : Zou Lihong, athlète handisport chinoise.
- 28 février : Karolína Kurková, mannequin tchèque.
- 29 février : Mark Foster (en), chanteur du groupe américain Foster the People.

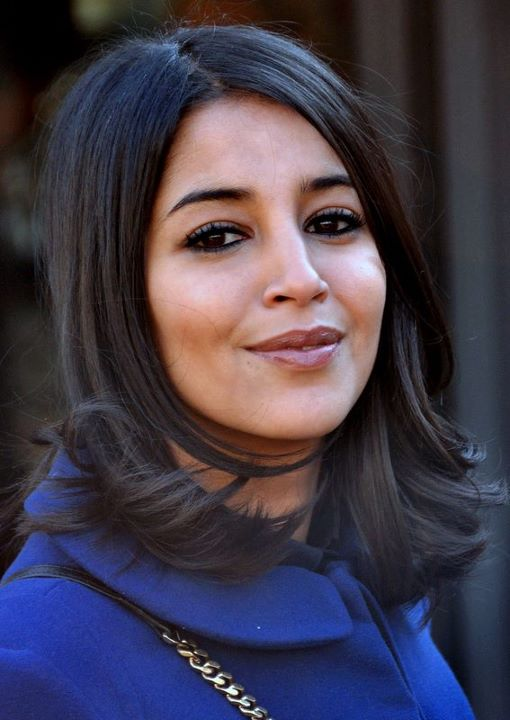
Leïla Bekhti en 2012.

## Mars
- 1er mars : Mounir Mahjoubi, homme politique et entrepreneur franco-marocain.
- 2 mars : Dimitri Dragin, judoka français.
- 4 mars : Juliette Armanet, chanteuse française.
- 5 mars :
  - Aarthi Agarwal, actrice indo-américaine († 6 juin 2015).
  - Guillaume Hoarau, footballeur français.
  - Kirill Ikonnikov, athlète russe.
  - Marcello Miani, rameur italien.
  - Dean Mumm, joueur de rugby à XV australien.
  - Thomas Renault, footballeur français.
- 6 mars : Leïla Bekhti, actrice française.
- 8 mars :
  - Rio Mavuba, footballeur français.
  - Salvador Vega, matador espagnol.
- 9 mars : 
  - Julia Mancuso, skieuse alpine américaine.
  - Pierre-Emmanuel Barré, humoriste français.
  - Simon Dominic, interprète hip-hop sud-coréen.
- 10 mars : Olivia Wilde, actrice américaine.
- 12 mars : Frankie de la Cruz, joueur de baseball dominicain († 14 mars 2021).
- 13 mars : Noel Fisher, acteur canadien.
- 15 mars : Lee Yoon-ji, actrice sud-coréenne.
- 19 mars : Bianca Balti, top model italienne.
- 18 mars : Simon Pagenaud, pilote automobile français.
- 20 mars :
  - Christy Carlson Romano, actrice et chanteuse américaine.
  - Fernando Torres, footballeur espagnol.
- 22 mars :
  - Kosovare Asllani, footballeuse internationale suédoise.
  - Piotr Trochowski, footballeur international allemand.
- 24 mars : 
  - Chris Bosh, joueur de basket-ball américain.
  - Golan Yosef, danseur et acteur néerlandais.
- 26 mars : James Howard, gardien de la Ligue nationale de hockey.
- 28 mars : Salah Sahraoui, footballeur algérien.
- 29 mars : 
  - Jenning Huizenga, coureur cycliste néerlandais.
  - Juan Mónaco, joueur de tennis argentin.
  - Fary Seye, judokate sénégalaise.
  - Valeria Sorokina, joueuse de badminton russe.
  - Ole-Kristian Tollefsen, joueur de hockey sur glace norvégien.
- 30 mars :
  - Mario Ančić, joueur de tennis croate.
  - Sherin Francis, économiste seychelloise.

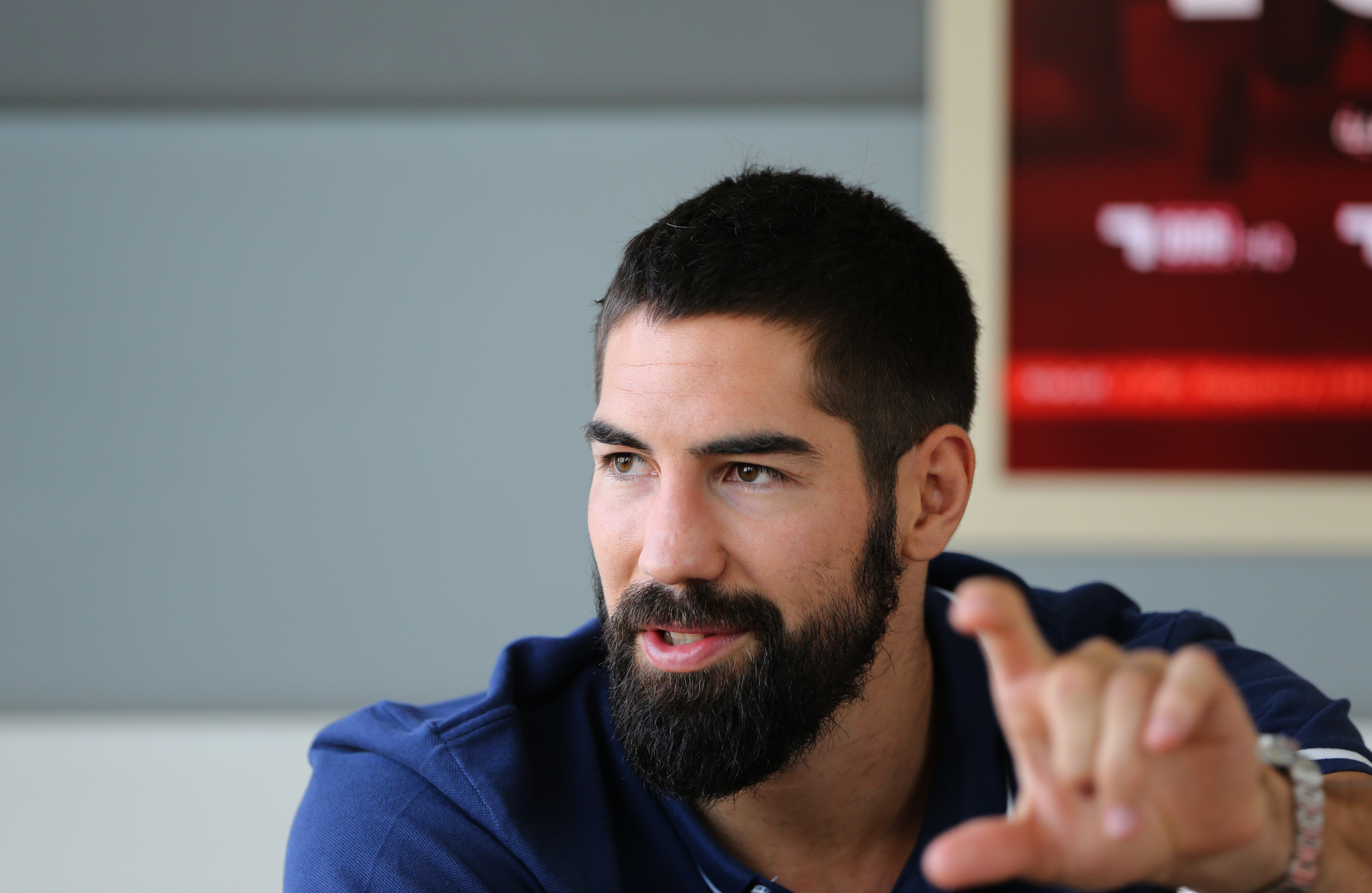
Nikola Karabatic en 2015.

## Avril
- 2 avril : Jérémy Morel, footballeur français.
- 3 avril : Nora Illi, prédicatrice suisse convertie à l'islam († 23 mars 2020).
- 4 avril : 
  - Sean May, joueur de basket-ball américain.
  - David Marsais comédien, humoriste, scénariste et producteur artistique français.
- 5 avril : Shin Min-a, actrice et mannequin sud-coréenne.
- 7 avril : Aminata Bocoum, entrepreneuse malienne.
- 8 avril : Jean-Marc Bideau, coureur cycliste français.
- 10 avril :
  - Alemão, footballeur brésilien († 8 juillet 2007).
  - Shayesteh Ghaderpour, joueuse d'échecs iranienne.
  - Christiane Peschek, artiste peintre autrichienne.
  - Lucy Lee, actrice tchèque.
  - Mandy Moore, chanteuse et actrice américaine.
- 11 avril :
  - Kelli Garner, actrice américaine.
  - Nikola Karabatic, joueur de handball français d'origine serbe.
- 12 avril : Kevin Pauwels, coureur cycliste belge, spécialiste du cyclo-cross.
- 14 avril : Jenan Moussa, journaliste libanaise.
- 18 avril :
  - Franklin April, footballeur namibien († 18 octobre 2015).
  - America Ferrera, actrice américaine.
- 19 avril : César Jiménez, matador espagnol.
- 23 avril :
  - Sara Davies, entrepreneure britannique.
  - Jesse Soffer, acteur américain.
- 24 avril :
  - Jérémy Berthod, footballeur français.
  - Tyson Ritter, chanteur et bassiste américain.
- 25 avril : Galina Lipatnikova, athlète handisport russe.
- 26 avril : Emily Wickersham, actrice américaine.
- 27 avril : Fabien Gilot, nageur français.
- 28 avril : Toshiyuki Toyonaga, seiyū japonais.
- 29 avril :
  - Taylor Cole, actrice américaine.
  - Lina Krasnoroutskaïa, joueuse et commentatrice de tennis russe.
- 30 avril : Naisula Lesuuda, femme politique kényane.

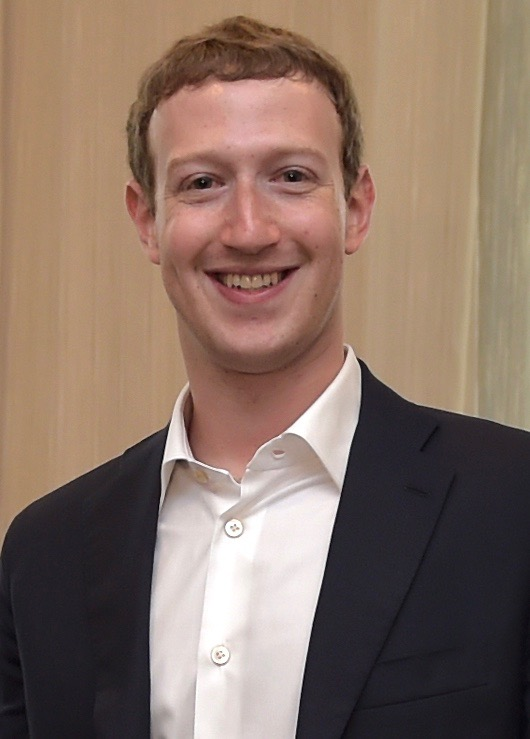
Mark Zuckerberg en 2014.

## Mai
- 1er mai :
  - Alexander Farnerud, footballeur suédois.
  - Keiichirō Koyama, chanteur et acteur japonais.
- 4 mai : Tom La Ruffa dit Sylvester Lefort, catcheur professionnel français.
- 7 mai :
  - Kim Gaucher, joueuse de basket-ball canadienne.
  - James Loney, joueur de baseball professionnel américain.
  - Alex Smith, joueur de football américain.
  - Kevin Steen, catcheur canadien.
  - Killian Walbrou, pilote de vol à voile français.
- 8 mai : Maxim Martsinkevitch, personnalité politique russe († 16 septembre 2020).
- 10 mai :
  - Damien Fèvre, joueur de rugby à XV français († 11 mars 2016).
  - Flavie Péan, actrice française.
- 11 mai : 
  - Zarina Baibatina, judokate handisport kazakhe.
  - Andrés Iniesta, footballeur espagnol.
- 14 mai : 
  - Mark Zuckerberg, entrepreneur et créateur du réseau social Facebook.
  - John Klinger, catcheur allemand († 20 mai 2024).
- 15 mai : Adrian Colin, verrier français.
- 20 mai : Mohamed Raouf Khenab, footballeur algérien.
- 21 mai : Marnie Schulenburg, actrice américaine († 17 mai 2022).
- 22 mai : Karoline Herfurth, actrice de cinéma allemande.
- 24 mai :
  - Frontliner, producteur et disc jockey néerlandais.
  - Ludovic Quistin, footballeur français († 28 mai 2012).
- 25 mai : Unnur Birna Vilhjálmsdóttir, Miss Monde 2005.
- 26 mai : Aurélien Taché, homme politique et député français.
- 29 mai : Carmelo Anthony, joueur de basket-ball américain.
- 30 mai : Moriah van Norman, joueuse américaine de water-polo.
- 31 mai :
  - Milorad Čavić, nageur yougoslave puis serbe.
  - Daniela Samulski, nageuse allemande († 22 mai 2018).
  - Marcus Vinicius de Souza, basketteur brésilien.

## Juin
- 1er juin : Tuvshinbayar Naidan, judoka mongol.
- 3 juin, Todd Reid, joueur de tennis australien († 23 octobre 2018).
- 5 juin : Michał Bielczyk, athlète polonais.
- 6 juin : 
  - Stephanie LeDrew, curleuse canadienne.
  - Johann Zarca, romancier français.
- 7 juin : Nabil Aoulad Ayad, présentateur de télévision néerlando-marocain.
- 8 juin :
  - Javier Mascherano, footballeur argentin.
  - Torrey DeVitto, actrice et mannequin américaine.
  - Iléus Papillon, poète, journaliste et essayiste haïtien.
- 9 juin :
  - Kaleth Morales, chanteur et compositeur colombien († 24 août 2005).
  - Wesley Sneijder, footballeur néerlandais.
- 10 juin :
  - Michaël Gregorio, comédien, chanteur et imitateur français.
  - Nada Matić, pongiste handisport serbe.
- 11 juin : Vágner Love, footballeur brésilien.
- 14 juin : Yuriy Prilukov, nageur russe.
- 16 juin : Richard Nash, joueur de hockey canadien.
- 19 juin : Paul Dano, acteur américain.
- Anthony Kruger, chanteur franco-allemand
- 20 juin : Amir, chanteur franco-israélien.
- 21 juin : Élodie Varlet, actrice française.
- 23 juin :
  - Duffy, chanteuse galloise.
  - Sébastien Grax, footballeur français.
- 24 juin : Ilja Smorguner, karatéka allemand.
- 25 juin : Lauren Bush, modèle américaine.
- 26 juin : 
  - Indila, chanteuse française.
  - Aubrey Plaza, actrice et productrice américaine.
- 29 juin : Han Ji-hye, actrice sud-coréenne
- 30 juin :
  - Gabriel Badilla, footballeur costaricien († 20 novembre 2016).
  - Scott Dawson, catcheur américain.
  - Magdalena, disc-jockey allemande.

## Juillet
- 2 juillet : Elise Stefanik, femme politique américaine.
- 3 juillet : Corey Sevier, acteur canadien.
- 4 juillet : Jin Akanishi, chanteur japonais.
- 5 juillet : Yeon Woo-jin, acteur et mannequin sud-coréen.
- 7 juillet : Ross Malinger, acteur américain.
- 8 juillet : TotalBiscuit (John Bain dit), commentateur et critique britannique de jeux vidéo sur YouTube († 24 mai 2018).
- 9 juillet : Paul Poux, coureur cycliste français.
- 11 juillet : Tanith Belbin, patineuse artistique canadienne.
- 12 juillet :
  - Gareth Gates, chanteur anglais.
  - Sami Zayn, catcheur professionnel canadien.
- 14 juillet :
  - Renaldo Balkman, basketteur américain naturalisé portoricain.
  - Janaina Tewaney, femme politique panaméenne.
- 16 juillet : Schwesta Ewa, rappeuse allemande.
- 17 juillet : Mohamed Bouchaïb, acteur algérien.
- 18 juillet : Hicham Harrag, acteur, auteur, réalisateur et producteur français.
- 20 juillet : Steve Wembi, journaliste d'investigation et criminologue congolais.
- 24 juillet : 
  - Leanne Moore, chanteuse irlandaise.
  - Louise Sugden, haltérophile britannique.
- 28 juillet : Zachary Parisé, joueur de hockey sur glace américain.

## Août
- 1er août :
  - María Mónica Merenciano, judokate handisport espagnole.
  - Bastian Schweinsteiger, footballeur allemand.
- 2 août :
  - Arnaud Delomel, animateur français.
  - Adelheid Morath, coureuse cycliste allemande.
  - J. D. Vance, homme politique américain et sénateur des États-Unis depuis 2023.
- 3 août :
  - Kishen Bholasing, chanteur et percussionniste surinamais et néerlandais († 12 avril 2020).
  - Ryan Lochte, nageur américain.
- 5 août : Battista Acquaviva, chanteuse française.
- 6 août : Sofia Essaïdi, chanteuse franco-marocaine.
- 7 août : Yun Hyon-seok, écrivain et poète sud-coréen († 26 avril 2003).
- 8 août : Amanda Chou, actrice taïwanaise.
- 9 août : Gaizka Toquero Pinedo, footballeur espagnol.
- 11 août : Markis Kido, joueur de badminton indonésien († 14 juin 2021).
- 12 août : Sherone Simpson, athlète jamaïcaine.
- 14 août :
  - Eva Birnerová, joueuse de tennis tchèque.
  - Robin Söderling, joueur de tennis suédois.
  - Nicolette van Dam, actrice néerlandaise.
- 18 août : 
  - Kimberly Glass, volleyeuse américaine.
- 19 août : Graham Brown, basketteur américain.
- 20 août : Anna Normann, tireuse sportive suédoise.
- 21 août :
  - Alizée, chanteuse française.
  - Mohamed Riad, judoka français.
  - Eve Torres, catcheuse et actrice américaine.
- 23 août : Manuel Carizza, rugbyman argentin.
- 24 août : 
  - Charlie Villanueva, basketteur américain.
  - Yesung, chanteur, danseur et acteur sud-coréen, membre du groupe Super Junior.
- 25 août : Daisy Shah, actrice indienne, Julien Renoult, fonctionnaire de l'Etat,
- 26 août : Jérémy Clément, footballeur français.
- 27 août : Mike Zakarin, guitariste de The Bravery.
- 29 août : Helge Meeuw, nageur allemand.
- 31 août : Ted Ligety, skieur alpin américain.

## Septembre

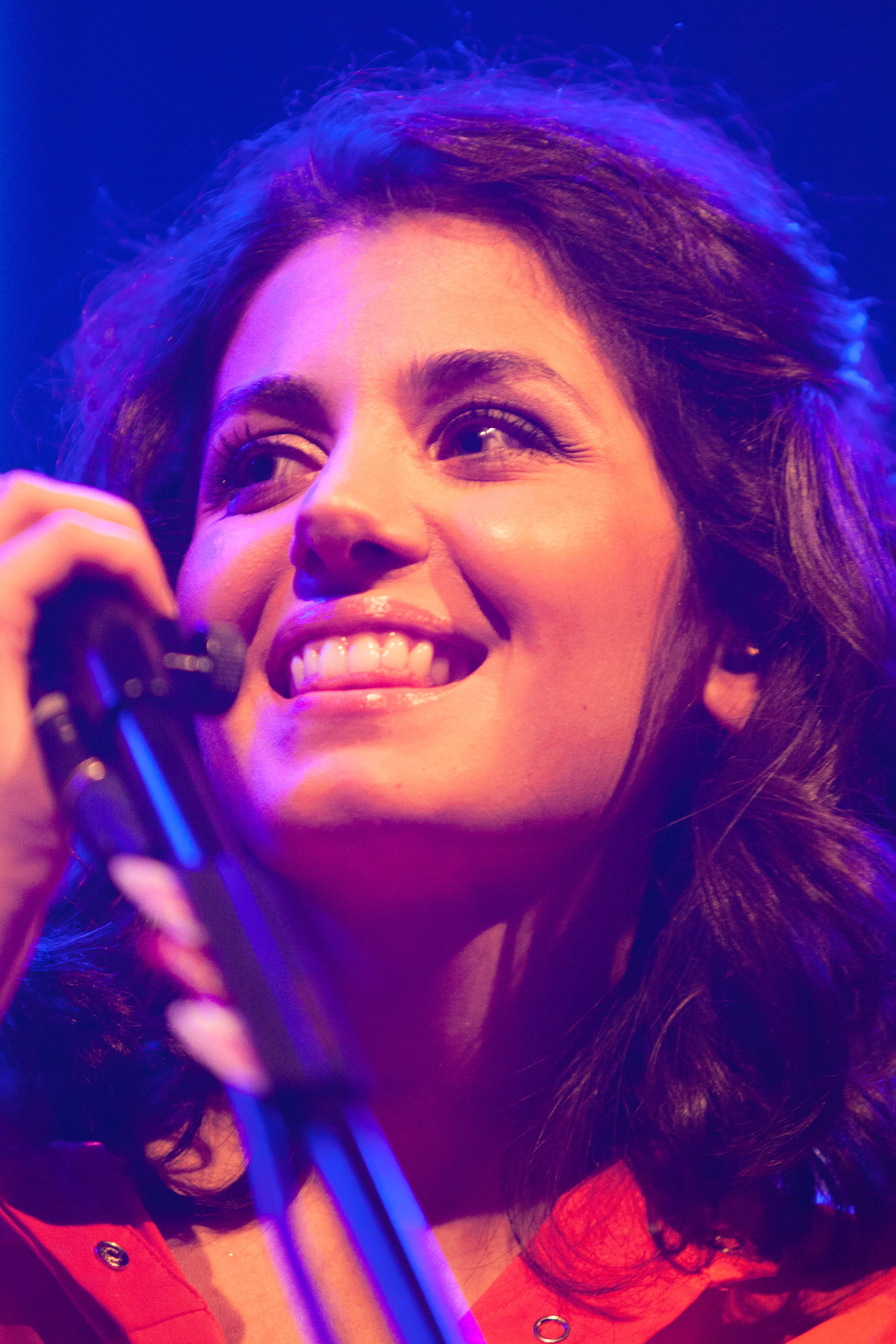
Katie Melua.

- 1er septembre : Joe Trohman, guitariste américain.
- 2 septembre : El Aid Maamar Kouadri, footballeur algérien.
- 3 septembre : Garrett Hedlund, acteur américain.
- 5 septembre : Annabelle Wallis, actrice britannique.
- 6 septembre : 
  - Çamsulvara Çamsulvarayev, lutteur azerbaïdjanais devenu djihadiste († 28 septembre 2016).
  - Zoé Sagan, écrivain français.
- 7 septembre : Vera Zvonareva, joueuse de tennis russe.
- 8 septembre :
  - Maki Ito, pongiste handisport japonaise.
  - Peter Whittingham, footballeur anglais († 19 mars 2020).
- 10 septembre : Alban Ivanov, humoriste, comédien et improvisateur français.
- 11 septembre : Shôta Yasuda, acteur, chanteur et guitariste japonais.
- 14 septembre : Adam Lamberg, acteur américain.
- 12 septembre : Oksana Boturchuk, athlète handisport ukrainienne.
- 15 septembre : 
  - Harry, prince du Royaume-Uni, deuxième fils de Charles, prince de Galles.
  - Vincent Reffet, pratiquant français de base-jump (saut extrême), de parachutisme et de vol en wingsuit († 17 novembre 2020).
- 16 septembre : Katie Melua, chanteuse britannique d'origine géorgienne.
- 18 septembre : Hannah Waldron, artiste textile anglaise.
- 19 septembre : Amber Rayne, actrice de films pornographiques américaine († 2 avril 2016).
- 20 septembre : 
  - Brian Joubert, patineur artistique français.
  - Luke Swindlehurst, joueur et entraineur de football britannique.
- 21 septembre : Ahna O'Reilly, actrice américaine.
- 22 septembre :
  - Laura Vandervoort, actrice canadienne.
  - Thiago Silva, footballeur international brésilien.
- 23 septembre : Anneliese Van der Pol, actrice américaine.
- 25 septembre : Phil Davis, pratiquant de MMA américain.
- 27 septembre :
  - Avril Lavigne, chanteuse canadienne.
  - Wouter Weylandt, coureur cycliste belge († 9 mai 2011).
- 28 septembre :
  - Mathieu Valbuena, footballeur français.
  - Melody Thornton, chanteuse et danseuse américaine, membre du groupe The Pussycat Dolls.
- 30 septembre : Gemma Massey, actrice pornographique britannique.

## Octobre
- 3 octobre:

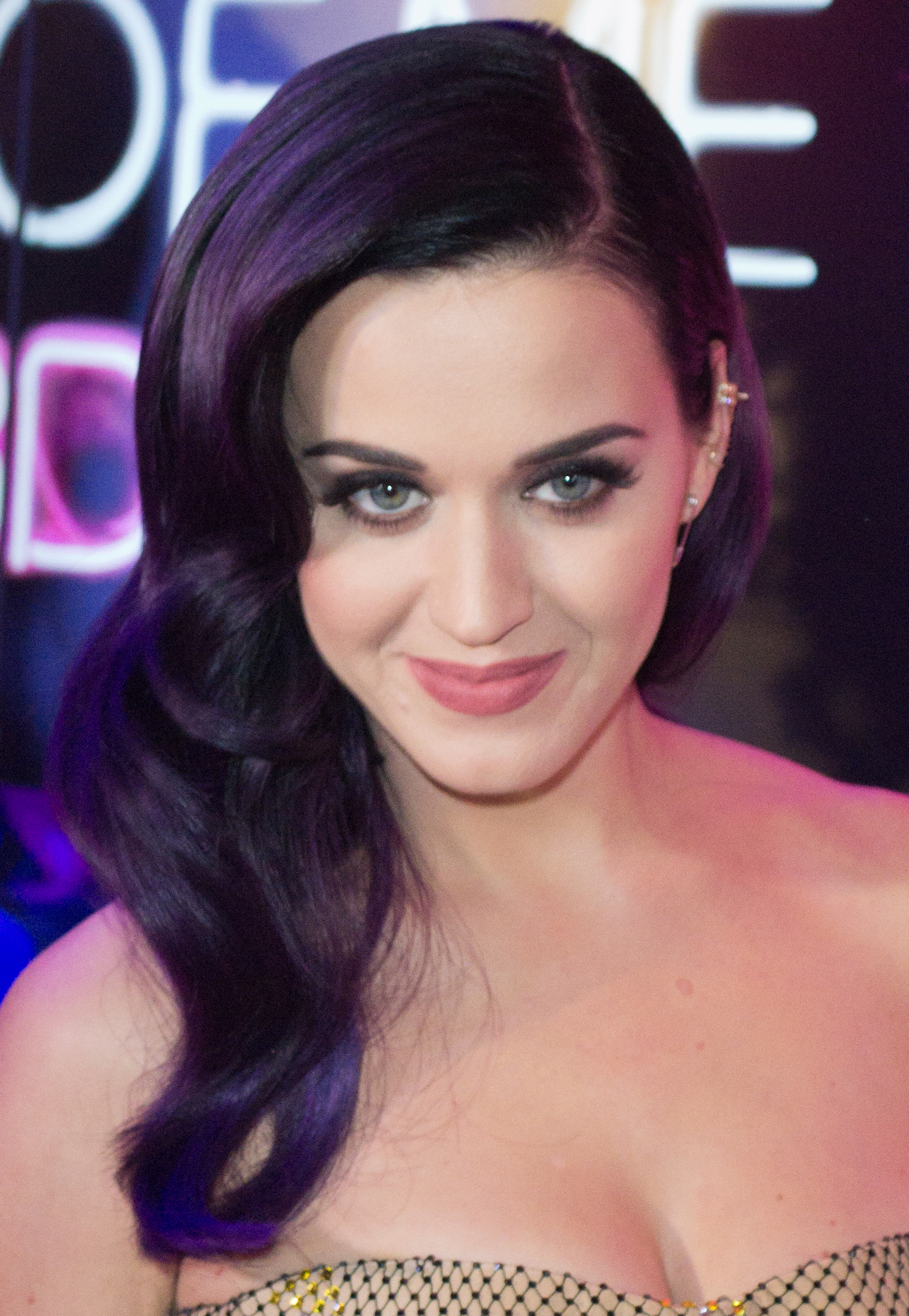
Katy Perry en 2012.

  - Jarrod Bannister, athlète australien († 8 février 2018).
  - Ashlee Simpson, actrice et chanteuse américaine.
- 4 octobre :
  - Jay Foreman, comédien, chanteur et vidéaste britannique.
  - Lena Katina, chanteuse russe.
  - Eric Staal, joueur de hockey canadien.
- 5 octobre : Colonel Reyel, auteur-compositeur-interprète de dancehall français.
- 7 octobre : Tōma Ikuta, acteur et chanteur japonais.
- 8 octobre : Moeka Haruhi, catcheuse japonaise.
- 10 octobre :
  - Cyndi Almouzni, chanteuse française.
  - Miguel Ângelo, joueur de football portugais.
  - Jean-Baptiste Grange, skieur alpin français.
  - Chiaki Kuriyama, actrice japonaise.
- 11 octobre :
  - Tony Valente, mangaka français.
  - Jackie Hering, triathlète américaine.
- 13 octobre :
  - Cassandra Kirkland, golfeuse française († 30 avril 2017).
  - Chen Yifa, chanteuse chinoise.
- 14 octobre : Jason Davis, acteur américain († 16 février 2020).
- 15 octobre : Alex McKenna, actrice américaine.
- 18 octobre : Lindsey Vonn, skieuse alpine américaine.
- 19 octobre : Jérémy Chatelain, chanteur français.
- 22 octobre : Franz Göring, skieur de fond allemand.
- 23 octobre : Lee Young-ah, actrice et mannequin sud-coréenne
- 25 octobre : Katy Perry, chanteuse américaine.
- 26 octobre :
  - Adriano, footballeur brésilien.
  - Sasha Cohen, patineuse artistique américaine.
  - Mathieu Crepel, snowboardeur français.
  - Stefanie Reid (en), athlète canadienne.
  - Mohamed Mehdi Bensaid, homme politique marocain.
- 28 octobre : Obafemi Martins, footballeur nigérian.

## Novembre

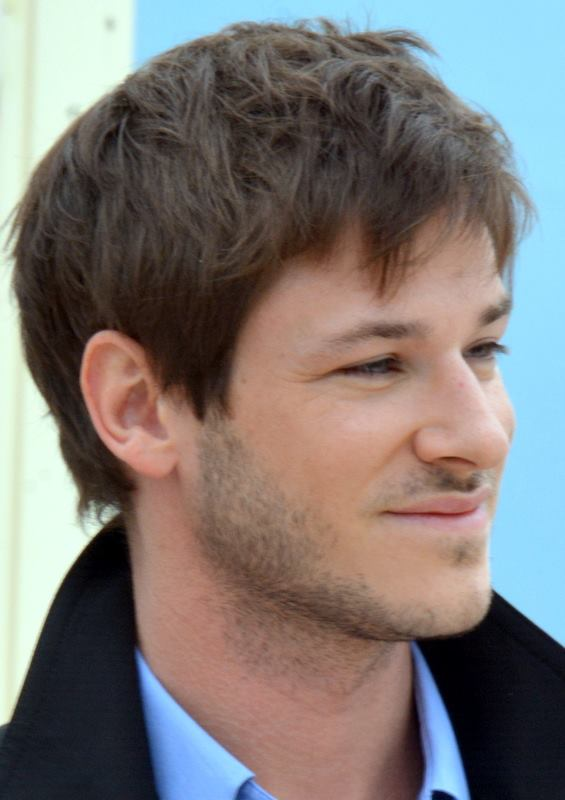
Gaspard Ulliel en 2016.

- 1er novembre : Phil Fish, développeur de jeux indés québécois.
- 2 novembre : Julia Stegner, mannequin allemande.
- 3 novembre : Ryō Nishikido, acteur et chanteur japonais.
- 4 novembre :
  - Dustin Brown, hockeyeur professionnel américain.
  - Anna Ngoulou Seck, escrimeuse sénégalaise.
- 5 novembre :
  - Nantenin Keïta, athlète handisport française.
  - Eliud Kipchoge, athlète kényan.
- 6 novembre : Sam Eastgate, chanteur britannique
- 7 novembre : Mouad Ben-Chaib, acteur néerlandais d'origine marocaine
- 9 novembre : 
  - Koo Hye-sun, actrice, mannequin et réalisatrice coréenne.
  - Se7en (ou Choi Dong-wook), chanteur sud-coréen.
  - French Montana, rappeur maroco-américain.
- 10 novembre : Ludovic Obraniak, footballeur franco-polonais.
- 12 novembre : DaGenius, poète slameur, peintre et dessinateur comorien.
- 14 novembre : Vincenzo Nibali, coureur cycliste italien.
- 15 novembre : Huh Gak, chanteur sud-coréen
- 19 novembre : 
  - Eduardo Gallo, matador espagnol.
  - Sarah Stern, actrice française.
- 21 novembre : Jena Malone, actrice américaine.
- 22 novembre :
  - Scarlett Johansson, actrice américano-danoise.
  - Gaëlle Borgia, journaliste œuvrant à Madagascar.
  - Siti Nordiana, actrice et chanteuse malaisienne.
- 23 novembre : Lucas Grabeel, acteur, chanteur et danseur américain.
- 24 novembre :
  - Maria Höfl-Riesch, skieuse alpine allemande.
  - Anna Henkes, joueuse allemande de volley-ball.
- 25 novembre : Gaspard Ulliel, acteur français († 19 janvier 2022).
- 26 novembre : Tom Scott, vidéaste britannique.
- 28 novembre :
  - Andrew Bogut, basketteur australien.
  - Marc-André Fleury, joueur de hockey canadien.
  - Trey Songz, chanteur de R'n'B américain.
  - Mary Elizabeth Winstead, actrice américaine.
- 30 novembre : 
  - Monica Bwanga Misenga, judokate congolaise (RDC).
  - Luc Tardif Junior, hockeyeur sur glace français.

## Décembre
- 1er décembre :

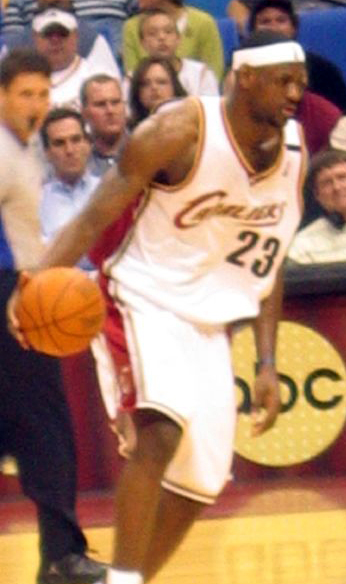
LeBron James en 2005.

  - Ajuma Ameh-Otache, footballeuse nigériane († 10 novembre 2018).
  - Ben Mowen, joueur de rugby australien.
  - Charles Michael Davis, acteur et mannequin américain.
  - Diane Nukuri, athlète burundaise.
  - Alexis Rhodes, cycliste australien.
- 2 décembre : 
  - Dimitri Dragin, judoka français.
  - Candice Pascal, comédienne, mannequin et danseuse française.
  - Maryna Viazovska, mathématicienne ukrainienne.
- 5 décembre : Manuela Schär, athlète handisport suisse.
- 7 décembre : Robert Kubica, pilote automobile polonais.
- 8 décembre : 
  - Badr Hari, kick-boxeur marocain.
  - Karim Ouellet, chanteur canadien († 15 novembre 2021).
- 13 décembre : Santi Cazorla, footballeur espagnol.
- 14 décembre :
  - Krissy Lynn, actrice pornographique américaine.
  - Molly Nilsson, musicienne suédoise.
- 15 décembre : 
  - Amel Bensemain, judokate française.
  - Martin Škrtel, footballeur slovaque.
- 17 décembre : Asuka Fukuda, chanteuse, actrice et ex-idole japonaise.
- 18 décembre : Modou Sougou, footballeur sénégalais.
- 20 décembre : Bob Morley, acteur australien.
- 21 décembre : Jackson Rathbone, acteur américain.
- 22 décembre : Jonas Altberg, chanteur, producteur et disc jockey suédois.
- 23 décembre : Han Ye-ri, actrice sud-coréenne.
- 26 décembre : 
  - Leonardo Ghiraldini, joueur de rugby à XV italien.
  - Choi Eun-kyung, patineuse de vitesse sud-coréenne.
- 27 décembre : Black M, rappeur français.
- 28 décembre : 
  - Martin Kaymer, golfeur allemand.
  - Seán St Ledger, joueur de football professionnel irlandais.
  - Sandra Ygueravide, basketteuse espagnole.
  - Jamuovandu Ngatjizeko, footballeur namibien.
  - Duane Solomon, athlète américain.
  - Ielena Ivachtchenko (Еле́на Ви́кторовна Ива́щенко), judokate russe († 15 juin 2013).
  - Kimberley Mickle, athlète australienne.
  - Alexander « Alex » Lloyd, pilote automobile anglais.
  - Idrissa Adam, athlète camerounais.
  - Rosir Calderón, joueuse cubaine de volley-ball.
  - Sita-Taty Matondo, joueur international canadien de football.
  - Leroy Lita, footballeur anglais.
  - Denis Khismatoulline (Денис Римович Хисматуллин), joueur d'échecs russe.
  - Barret Browning, joueur de baseball américain.
  - Lydia Guirous, femme politique française.
  - Lisa Cant, mannequin canadien.
- 30 décembre : LeBron James, basketteur américain.

## Date inconnue
- Boutheina El Ouaer, nageuse tunisienne.
- Annette Juretzki, écrivaine allemande.
- Erold Saint-Louis, écrivain haïtien.
- Gözde Mimiko Türkkan, artiste contemporaine turque.
- Meena Kandasamy, poétesse et militante indienne.
- Olga Paredes, architecte et wikimédienne bolivienne.
- Tania Pariona Tarqui, femme politique péruvienne, membre du Congrès, militante des droits de l'homme.